# Krušina (Praha)
Krušina je zaniklá ves na území Prahy v blízkosti kostela sv. Pankráce v dnešním katastru Nuslí.  

## Historie

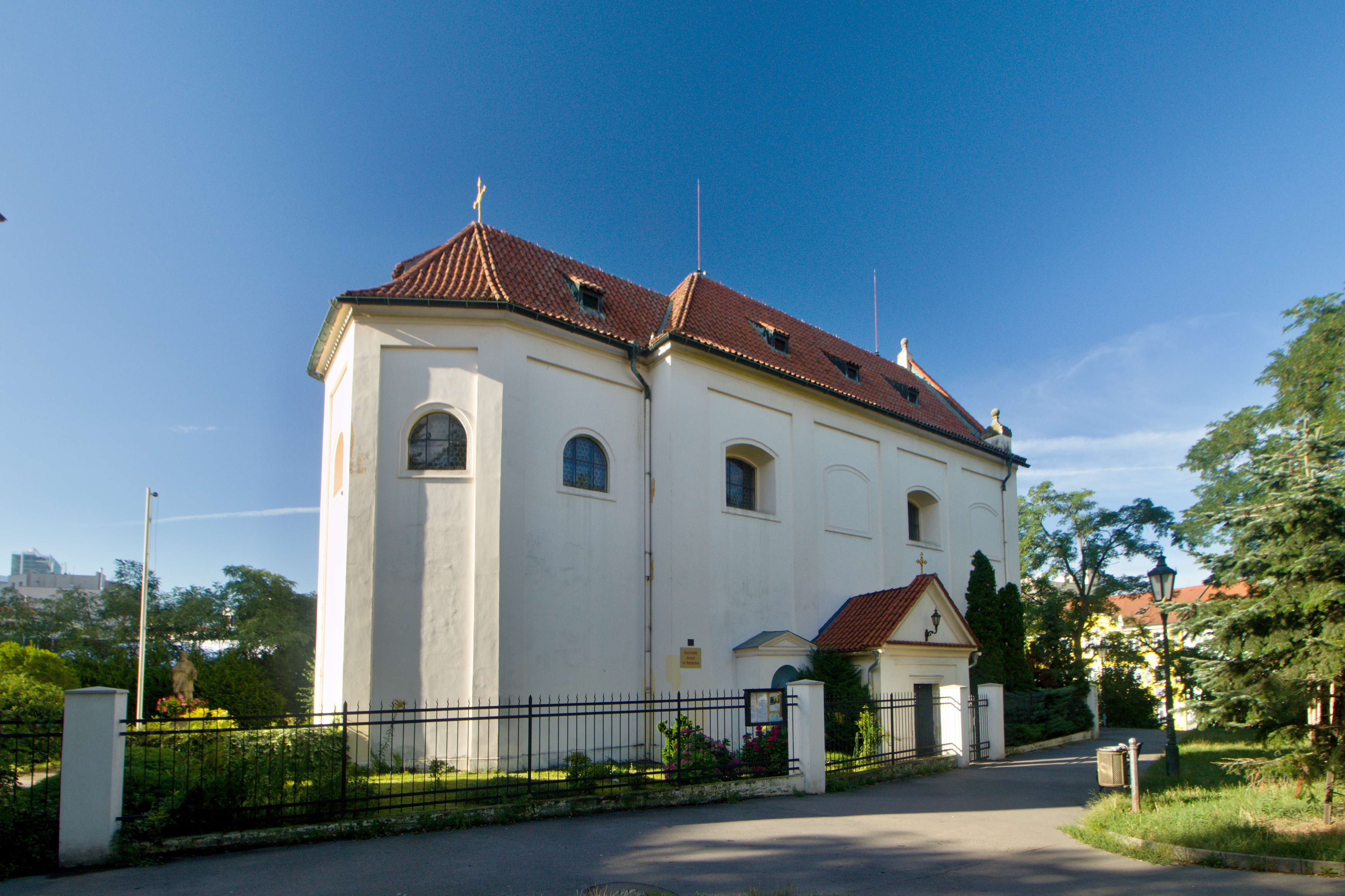
Kostel sv. Pankráce

Na tomto místě stála původně románská rotunda svatého Pankráce z konce 11. století, která byla kolem poloviny 14. století přestavěna na jednolodní kostel s polygonálně zakončeným presbyteriem. 
V době husitských válek patrně během obléhání Vyšehradu na podzim roku 1420 byl kostel poškozen.
Kostel byl pobořen císařskými vojsky při švédském obléhání Prahy roku 1648, aby nemohl být využit jako strategický opěrný bod. Na konci 17. století byl obnoven michelskými jezuity a v této podobě stojí dodnes. 
Ves Krušina se poprvé připomíná v listině krále Přemysla Otakara I. ze 17. ledna roku 1205 jako majetek ostrovského kláštera. Není ovšem vyloučeno, že vznikla v souvislosti se stavbou rotundy sv. Pankráce. Obec zanikla během husitských válek, patrně již během obléhání Vyšehradu na podzim roku 1420. 
Pankrácká pláň nikdy neposkytovala příznivé podmínky k osídlení, zejména kvůli obtížně dostupným vodním zdrojům, a přesná poloha historicky doložené obce není známa. Blízká byla usedlost Terebovka (Terebka) patřící k Horním Nuslím.
Kolem kostela sv. Pankráce vzniklo další souvislejší osídlení až na sklonku 18. století. Roku 1841 je doložena hospodářská usedlost Vokáčka. Budoucí pražská čtvrť se formovala kolem zájezdního hostince a kovárny, který tam vybudoval magistrátní rada Jan Ignác rytíř Eisner z Eisenšteina.